# Diego Nunes (lottatore)
Diego Torresean Nunes (Caxias do Sul, 30 novembre 1982) è un lottatore di arti marziali miste brasiliano.
Combatte nella categoria dei pesi piuma per la promozione statunitense Bellator e per la promozione svedese Superior Challenge, ed in quest'ultima è il campione in carica dal 2014.
In passato è stato uno dei fighter di punta in prestigiose promozioni statunitensi quali UFC e WEC.
È compagno di team di José Aldo nella Nova União di Rio de Janeiro, e si è allenato anche nella Team Nogueira Brazil.

## Carriera nelle arti marziali miste

### Inizi
Nunes gode di un ottimo background nelle arti marziali miste con un record di 11 successi in terra brasiliana iniziato nel 2004 fino al suo ingresso nell'organizzazione statunitense WEC, avvenuto nel dicembre 2008.
Nessuna delle undici vittorie è stata ottenuta ai punti, e nell'ultimo incontro casalingo contro Marcelo Franca si lottò per la nota organizzazione giapponese Shooto.

### World Extreme Cagefighting
La prima di Nunes negli Stati Uniti è una vittoria su Cole Province ai punti.
Segue un'ulteriore vittoria ai punti sul connazionale Rafaël Dias.
La prima sconfitta di Nunes arriva nel novembre 2009 per mano di LC Davis, che strappa la vittoria con un punteggio unanime.
Nunes vince altri due incontri prima che la WEC venga acquisita dall'UFC, con conseguente fusione dei roster di lottatori delle due organizzazioni.

### Ultimate Fighting Championship
Nel 2011 Nunes può quindi debuttare nell'UFC, lega che al tempo raccoglieva i migliori lottatori di ogni categoria di peso.
Il primo incontro è un successo ottenuto con pochi punti di scarto sull'ex campione WEC Mike Brown.
Nel giugno dello stesso anno Nunes patisce la sua seconda sconfitta in carriera, ancora una volta ai punti, contro il veterano dei pesi leggeri UFC Kenny Florian.
Si riscatterà sei mesi dopo sull'armeno Manvel Gamburyan, altra ex stella della defunta WEC.
Nel 2012 viene sconfitto ai punti per due round su tre dall'esperto Dennis Siver, lottatore al debutto nei pesi piuma dopo molti anni passati a combattere nei pesi leggeri.
Sul finire dell'anno si rifà sconfiggendo Bart Palaszewski per decisione dei giudici di gara: è la decima volta consecutiva che un suo incontro termina ai punti.
Nel gennaio 2013 perde meritatamente contro il wrestler Nik Lentz, il quale fa valere la migliore lotta sul brasiliano; dopo tale sconfitta Nunes venne estromesso da buona parte delle classifiche dei top 10 di categoria, e un mese dopo l'UFC decise di licenziare il lottatore sudamericano, che terminò così la propria esperienza nella massima promozione di MMA con un record parziale di tre vittorie e tre sconfitte.

### Bellator Fighting Championships
Dopo l'ultima sconfitta in Brasile Nunes viene licenziato dall'UFC ed ingaggiato da un'altra promozione statunitense di rilievo, ovvero la Bellator: esordisce nei quarti di finale del torneo dei pesi piuma della nona stagione contro Patricio Freire, connazionale e star dell'organizzazione che già aveva lottato per il titolo; Nunes venne messo KO in poco più di un minuto, venendo subito eliminato dal torneo.
Incappa nella stessa sorte anche nel torneo del 2014 venendo eliminato dal meno quotato Matt Bessette per una criticata decisione non unanime dei giudici di gara dopo un match molto equilibrato.
Nel novembre del 2014 combatte per il titolo dell'organizzazione svedese Superior Challenge, sconfiggendo per KO la leggenda dei pesi leggeri ed ex campione Dream Joachim Hansen.

### Risultati nelle arti marziali miste
| Risultato | Record | Avversario             | Metodo                           | Evento                               | Data              | Round | Tempo | Città                    | Note                                                |
| --------- | ------ | ---------------------- | -------------------------------- | ------------------------------------ | ----------------- | ----- | ----- | ------------------------ | --------------------------------------------------- |
| Vittoria  | 19-6   | Joachim Hansen         | KO (pugno)                       | Superior Challenge 11                | 29 novembre 2014  | 2     | 1:51  | Södertälje, Svezia       | Vince il titolo dei Pesi Piuma Superior Challenge   |
| Sconfitta | 18-6   | Matt Bessette          | Decisione (non unanime)          | Bellator CX                          | 28 febbraio 2014  | 3     | 5:00  | Uncasville, Stati Uniti  | Torneo dei Pesi Piuma Bellator X, Quarti di finale  |
| Sconfitta | 18-5   | Patricio Freire        | KO (pugni)                       | Bellator XCIX                        | 13 settembre 2013 | 1     | 1:19  | Temecula, Stati Uniti    | Torneo dei Pesi Piuma Bellator IX, Quarti di finale |
| Sconfitta | 18-4   | Nik Lentz              | Decisione (unanime)              | UFC on FX: Belfort vs. Bisping       | 19 gennaio 2013   | 3     | 5:00  | San Paolo, Brasile       |                                                     |
| Vittoria  | 18-3   | Bart Palaszewski       | Decisione (unanime)              | UFC on FX: Browne vs. Bigfoot        | 5 ottobre 2012    | 3     | 5:00  | Minneapolis, Stati Uniti |                                                     |
| Sconfitta | 17-3   | Dennis Siver           | Decisione (unanime)              | UFC on Fuel TV: Gustafsson vs. Silva | 14 aprile 2012    | 3     | 5:00  | Stoccolma, Svezia        |                                                     |
| Vittoria  | 17–2   | Manvel Gamburyan       | Decisione (unanime)              | UFC 141: Lesnar vs. Overeem          | 30 dicembre 2011  | 3     | 5:00  | Las Vegas, Stati Uniti   |                                                     |
| Sconfitta | 16–2   | Kenny Florian          | Decisione (unanime)              | UFC 131: Dos Santos vs. Carwin       | 11 giugno 2011    | 3     | 5:00  | Vancouver, Canada        |                                                     |
| Vittoria  | 16–1   | Mike Brown             | Decisione (non unanime)          | UFC 125: Resolution                  | 1º gennaio 2011   | 3     | 5:00  | Las Vegas, Stati Uniti   | Debutto in UFC                                      |
| Vittoria  | 15–1   | Tyler Toner            | Decisione (unanime)              | WEC 51: Aldo vs. Gamburyan           | 30 settembre 2010 | 3     | 5:00  | Broomfield, Stati Uniti  |                                                     |
| Vittoria  | 14–1   | Raphael Assunção       | Decisione (non unanime)          | WEC 49: Varner vs. Shalorus          | 20 gennaio 2010   | 3     | 5:00  | Edmonton, Canada         |                                                     |
| Sconfitta | 13–1   | LC Davis               | Decisione (unanime)              | WEC 44: Brown vs. Aldo               | 18 novembre 2009  | 3     | 5:00  | Las Vegas, Stati Uniti   |                                                     |
| Vittoria  | 13–0   | Rafaël Dias            | Decisione (unanime)              | WEC 42: Torres vs. Bowles            | 9 agosto 2009     | 3     | 5:00  | Las Vegas, Stati Uniti   |                                                     |
| Vittoria  | 12–0   | Cole Province          | Decisione (unanime)              | WEC 37: Torres vs. Tapia             | 3 dicembre 2008   | 3     | 5:00  | Las Vegas, Stati Uniti   | Debutto in WEC                                      |
| Vittoria  | 11–0   | Marcelo França         | Sottomissione (ghigliottina)     | Shooto: Brazil 8                     | 30 agosto 2008    | 1     | 2:20  | Rio de Janeiro, Brasile  |                                                     |
| Vittoria  | 10–0   | Henrique Mello         | KO (calcio alla testa)           | Top Fighting Championships 3         | 2 maggio 2007     | 1     | -     | Rio de Janeiro, Brasile  |                                                     |
| Vittoria  | 9–0    | Luciano dos Santos     | Sottomissione (ghigliottina)     | Sul Fight Championship 1             | 16 settembre 2006 | 1     | 4:40  | Santa Catarina, Brasile  |                                                     |
| Vittoria  | 8–0    | Jetron Azevedo         | Sottomissione (armbar)           | Storm Samurai 10                     | 28 gennaio 2006   | 1     | -     | Brasile                  |                                                     |
| Vittoria  | 7–0    | Piri                   | Sottomissione (rear naked choke) | Floripa Fight 1                      | 26 novembre 2005  | 1     | 0:55  | Florianópolis, Brasile   |                                                     |
| Vittoria  | 6–0    | Einstein Santana       | Sottomissione (rear naked choke) | Battle Front 1                       | 29 maggio 2005    | 1     | -     | Brasile                  |                                                     |
| Vittoria  | 5–0    | Jorge dos Santos Velho | KO Tecnico                       | GP: Tornado 5                        | 19 marzo 2005     | 1     | -     | Caxias do Sul, Brasile   |                                                     |
| Vittoria  | 4–0    | Giovani Diniz          | KO                               | Profight Championships 3             | 31 gennaio 2005   | -     | -     | Brasile                  |                                                     |
| Vittoria  | 3–0    | Lindomar Silva         | Sottomissione (rear naked choke) | GP: Tornado 3                        | 28 ottobre 2004   | -     | -     | Brasile                  |                                                     |
| Vittoria  | 2–0    | Michel                 | KO                               | GP: Tornado 2                        | 18 luglio 2004    | 1     | 0:30  | Brasile                  |                                                     |
| Vittoria  | 1–0    | Jorge dos Santos Velho | KO Tecnico (pugni)               | Copa Gaucha: Fight Center 2          | 15 maggio 2004    | 2     | -     | Caxias do Sul, Brasile   |                                                     |